# Leon Baptiste
Leon Baptiste (* 23. Mai 1985) ist ein britischer Sprinter.
Bei den Junioreneuropameisterschaften 2003 in Tampere siegte er über 100 m und in der 4-mal-100-Meter-Staffel.
2010 gewann er für England startend bei den Commonwealth Games in Delhi über 200 m und mit der englischen 4-mal-100-Meter-Stafette.
2009 und 2010 wurde er Britischer Hallenmeister über 200 m.

## Bestzeiten
- 60 m (Halle): 6,73 s, 23. Januar 2010, Birmingham
- 100 m: 10,26 s, 31. Mai 2008, Genf
- 200 m: 20,43 s, 10. Oktober 2010, Neu-Delhi
  - Halle: 20,90 s, 14. Februar 2010, Sheffield